# Smoky Lake
Smoky Lake est une ville (town) du Comté de Smoky Lake, située dans la province canadienne d'Alberta.

## Démographie
En tant que localité désignée dans le recensement de 2011, Smoky Lake a une population de 1 022 habitants dans 430 de ses 478 logements, soit une variation de 1.2% avec la population de 2006. Avec une superficie de 4,196 5 km2, la ville possède une densité de population de 243,536 3 hab/km2 en 2011.
Concernant le recensement de 2006, Smoky Lake abritait 1 010 habitants dans 449 de ses 492 logements. Avec une superficie de 4,196 5 km2, la ville possédait une densité de population de 240,7 hab/km2 en 2006.
| 2001  | 2006  | 2011  | 2016 |
| ----- | ----- | ----- | ---- |
| 1 011 | 1 010 | 1 022 | 964  |